# Briggsia
Briggsia é um género botânico pertencente à família Gesneriaceae.

## Espécies
Apresenta 31 espécies:
Briggsia acutiloba Briggsia agnesiae Briggsia amabilis
Briggsia aurantiaca Briggsia beauverdiana Briggsia cavaleriei
Briggsia chienii Briggsia crenulata Briggsia delavayi
Briggsia dongxingensis Briggsia dulongensis Briggsia elegantissima
Briggsia forrestii Briggsia fritschii Briggsia hians
Briggsia humilis Briggsia kurzii Briggsia latisepala
Briggsia longicaulis Briggsia longifolia Briggsia longipes
Briggsia mairei Briggsia mihieri Briggsia muscicola
Briggsia parvifolia Briggsia penlopi Briggsia penlopii
Briggsia pinfaensis Briggsia rosthornii Briggsia speciosa
Briggsia stewardii